# Jürgen Wiefel
Jürgen Wiefel, né le 10 mars 1952 à Leipzig, est un tireur sportif est-allemand.

## Carrière
Jürgen Wiefel participe aux Jeux olympiques d'été de 1976 à Montréal et aux Jeux olympiques de 1980 à Moscou et remporte la médaille d'argent dans l'épreuve du pistolet feu rapide à 25 mètres lors de ces deux éditions.